# Madisonburg
Madisonburg és una concentració de població designada pel cens dels Estats Units a l'estat de Pennsilvània. Segons el cens del 2000 tenia 135 habitants.

## Demografia
Segons el cens del 2000, Madisonburg tenia 135 habitants, 53 habitatges, i 41 famílies. La densitat de població era de 434,4 habitants/km².
Dels 53 habitatges en un 32,1% hi vivien nens de menys de 18 anys, en un 66% hi vivien parelles casades, en un 11,3% dones solteres, i en un 22,6% no eren unitats familiars. En el 17% dels habitatges hi vivien persones soles el 7,5% de les quals corresponia a persones de 65 anys o més que vivien soles. El nombre mitjà de persones vivint en cada habitatge era de 2,55 i el nombre mitjà de persones que vivien en cada família era de 2,9.
Per edats la població es repartia de la següent manera: un 25,9% tenia menys de 18 anys, un 4,4% entre 18 i 24, un 28,1% entre 25 i 44, un 23% de 45 a 60 i un 18,5% 65 anys o més.
L'edat mediana era de 40 anys. Per cada 100 dones de 18 o més anys hi havia 85,2 homes.
La renda mediana per habitatge era de 37.750 $ i la renda mediana per família de 39.750 $. Els homes tenien una renda mediana de 30.313 $ mentre que les dones 18.750 $. La renda per capita de la població era de 16.231 $. Cap de les famílies i el 2,4% de la població estaven per davall del llindar de pobresa.

## Poblacions més properes
El següent diagrama mostra les poblacions més properes.